# Воробьёв, Вячеслав Михайлович (учёный)
Вячесла́в Миха́йлович Воробьёв (26 июня 1950, Весьегонск, Калининская область — 12 ноября 2022, Тверь) — советский и российский археолог, историк, культуролог, общественный деятель, педагог, поэт.

## Биография
Вячеслав Воробьёв родился 26 июня 1950 года в Весьегонске.
В школьные годы участвовал с экспедицией Государственного исторического музея в археологических разведках в Калининской и Ярославской областях, в раскопках средневековых курганных могильников в Калининской и Новгородской областях.
В 1968 году поступил на исторический факультет Калининского государственного педагогического института. В студенческие годы участвовал в археологических разведках и раскопках в Калининской области. В 19 лет опубликовал первую научную работу. В 1972 году участвовал в открытии верхневолжской ранненеолитической культуры V—IV тысячелетий до н. э., признанном одним из крупнейших достижений в первобытной археологии второй половины XX века. Значительное влияние на становление В. М. Воробьёва как археолога оказали учёные Ю. Н. Урбан и Л. В. Кольцов. В 1973 году Воробьёв окончил Калининский государственный университет по специальности «история и английский язык».
В 1973—1974 годах служил в Советской армии на должности снайпера во 2-й гвардейской мотострелковой Таманской дивизии. Воинское звание «гвардии старший лейтенант».
В 1974—1975 годах работал референтом по иностранному туризму Бюро международного молодёжного туризма «Спутник» Калининского обкома ВЛКСМ.
В 1975—1986 годах был научным сотрудником и преподавателем исторического факультета Калининского государственного университета, разработал и читал курсы «Археология», «Этнография», «История первобытного общества» для студентов-историков, вёл полевую археологическую практику. Являлся руководителем научной группы по составлению Свода памятников истории и культуры Калининской области и начальником Историко-археологической экспедиции Калининского государственного университета.

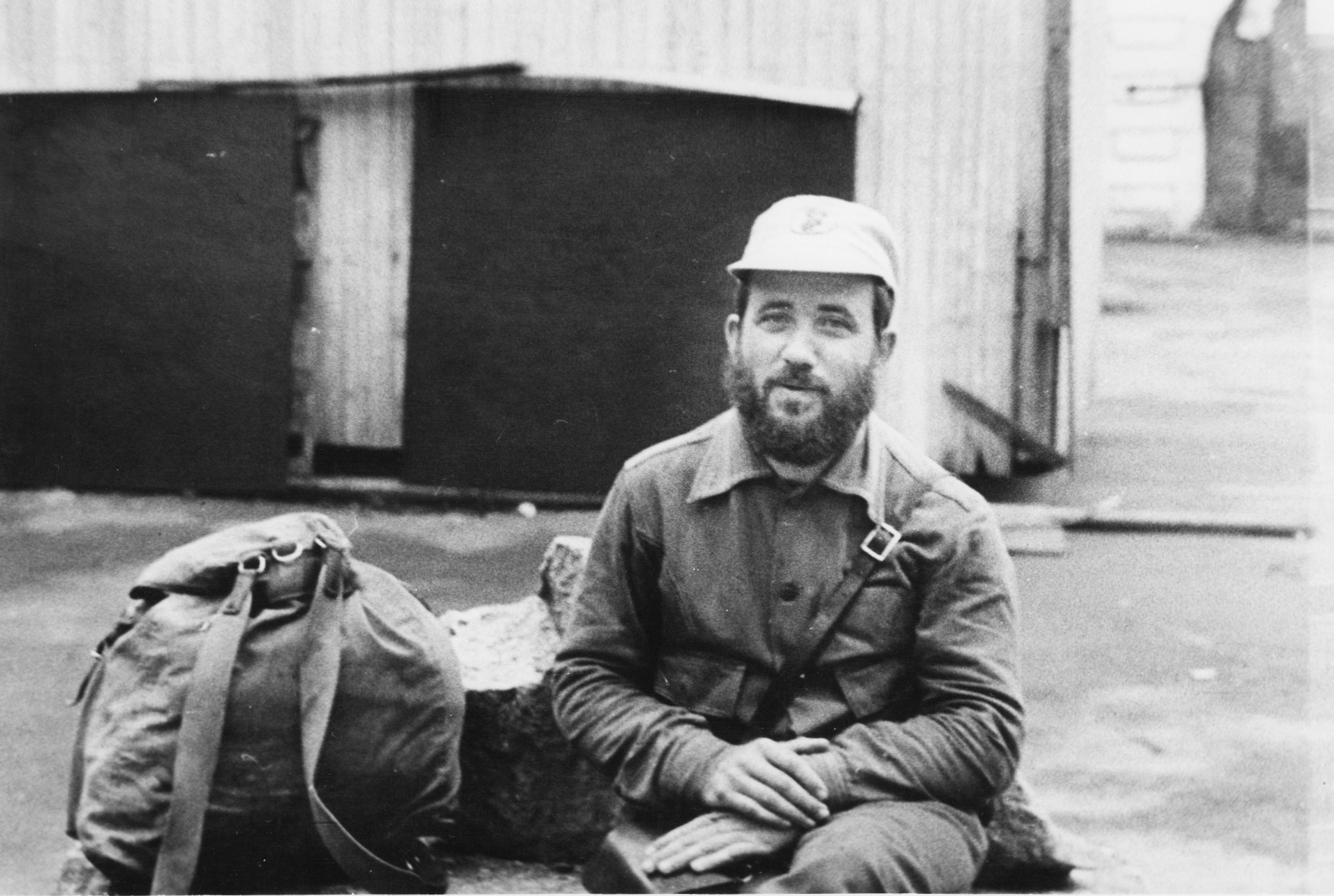
Перед выездом в разведку у музея

В 1975—1979 годах учился в заочной аспирантуре Института археологии АН СССР (научный руководитель — доктор исторических наук Д. А. Крайнов). В 1980 году защитил в Институте археологии кандидатскую диссертацию «Происхождение и начальные этапы развития рубящих орудий (на материалах позднего палеолита и мезолита лесной зоны Восточной Европы)».
С 1987 года работал старшим преподавателем кафедры общественных наук Тверского областного института усовершенствования учителей. В этот период провёл раскопки поселений каменного и бронзового веков Гараж-16, Боярщина-1 и Озёры-14 в бассейне Западной Двины.
В 1991 году создал и возглавил в Тверском областном институте усовершенствования учителей первую в России кафедру краеведения.
В 1994 году В. М. Воробьёву было присвоено учёное звание «доцент» по кафедре краеведения.
В 1993 году Воробьёв выступил одним из организаторов Тверского филиала Государственной академии славянской культуры, где работал в должности профессора, являлся заместителем директора филиала по научной работе. Читал несколько основных курсов, в том числе «Этнология и теория и история материальной культуры», «Краеведение», «Археология». Вёл специальные курсы и специальные семинары по топонимике, тверской усадебной культуре, биографике, разработал авторские программы по этнологии и региональной культурологии.

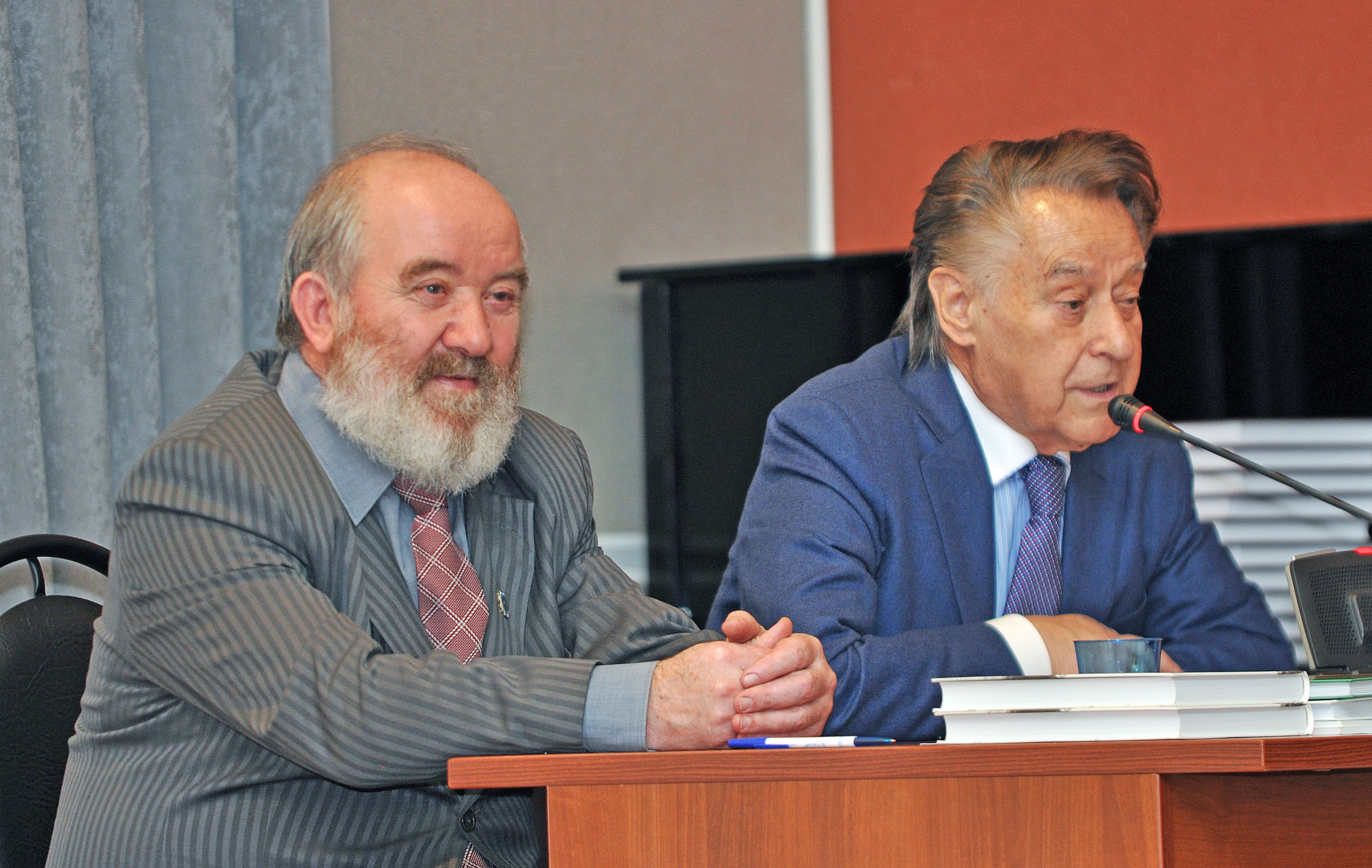
С поэтом Андреем Дементьевым на Дне тверской книги в Москве

В 2005 году защитил докторскую диссертацию по культурологии на тему «Культурно-этнические контакты на континентальных водоразделах».
В 2017 году вуз был преобразован в Филиал Российского государственного университета им. А. Н. Косыгина в г. Твери. В. М. Воробьёв работал в нём в должности профессора кафедры гуманитарных наук и дизайна.
В 2016—2021 годах одновременно являлся помощником сенатора Российской Федерации В. П. Лукина по работе в Тверской области.
Скончался 12 ноября 2022 года.

### Семья
- Жена — Ирина Геннадиевна Воробьёва, доктор исторических наук, профессор кафедры истории древнего мира и средних веков исторического факультета Тверского государственного университета до 2022 года.
- Два сына.

## Научная и общественная деятельность
В 1977 году В. М. Воробьёв возглавил научно-исследовательскую группу «Свод памятников» и Историко-археологическую экспедицию Калининского государственного университета, которая за 10 лет работы открыла более 3000 археологических объектов (высший региональный показатель в СССР). Группа составила Свод памятников археологии Калининской области, признанный Министерством культуры РСФСР эталонным для других регионов России.
Среди археологических открытий Воробьёва — сотни поселений каменного века в бассейне Западной Двины, кремнеобрабатывающие мастерские и стоянки мезолита и неолита в Ржевском Поволжье, несколько уникальных торфяниковых поселений эпохи первобытности, десятки городищ-крепостей раннего железного века, многочисленные древнерусские селища и курганные могильники, несколько средневековых городков. Раскопал мастерскую эпохи мезолита Петрищево-11 в Ржевском Поволжье, ранненеолитические стоянки Картунь-1 на озере Селигер и Короли-4 в Верхнем Подвинье.
Автор более 180 опубликованных научных работ и учебных пособий по культурологии, археологии, военной и гражданской истории, исторической географии, экологии, этнологии, регионоведению, топонимике, биографике, истории науки, более 600 публикаций в периодике.
В 1996 году Воробьёв возглавил авторский коллектив «Истории Тверского края» — первого регионального учебника истории для школ постсоветского периода.
По поручению российского представительства ЮНЕСКО и «Гринпис» готовил с группой российских учёных материалы для включения Валдайской возвышенности в Перечень всемирного наследия ЮНЕСКО.
На основе картографических и статистических материалов создал компьютерную базу данных по всем населённым пунктам Тверской области, прекратившим существование в XIX—XX веках. Подготовил электронные версии 36 топонимических словарей-справочников — по каждому району Тверской области — общим объёмом до 250 авторских листов. Общее число личных средневековых имён, введённых в компьютерную базу данных, превышает 40000 единиц.
Сформировал компьютерную базу данных по церковной географии Тверской земли, куда вошли сведения почти о 2000 церквей, часовен и монастырей, многие из которых ныне не существуют, подготовил крупномасштабные карты церковной географии Тверской земли, на которые нанесены все объекты из компьютерного каталога.

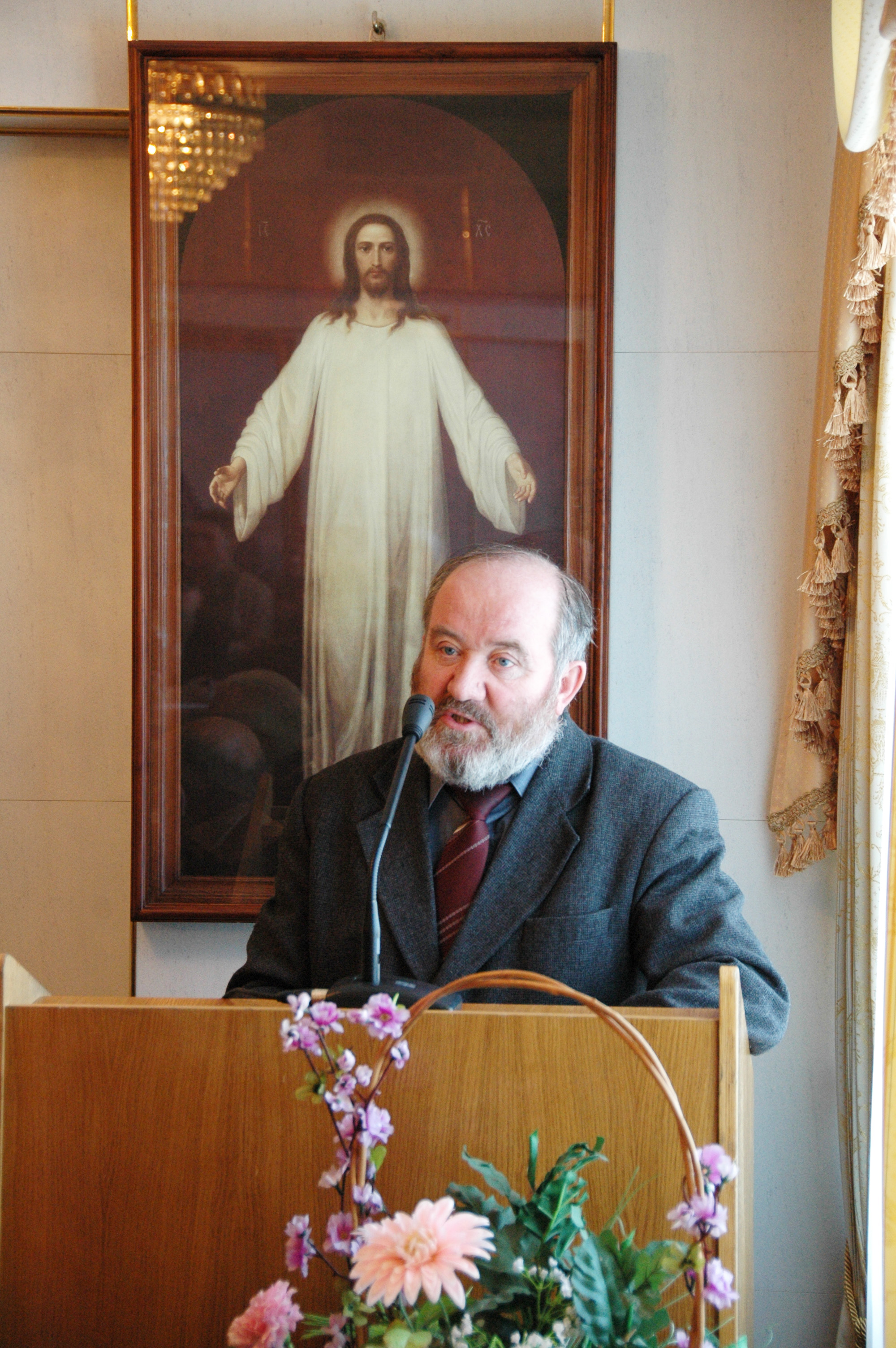
В Паломническом центре

Инициатор создания ассоциации «Европейские университеты на континентальном водоразделе», призванной вести научный природно-культурный мониторинг и формировать квалифицированное общественное мнение по защите наиболее уязвимых в экологическом отношении пространств земной суши — континентальных водоразделов.
Член рабочей группы по разработке Экологической доктрины России при Администрации Президента Российской Федерации, сторонник широкого творческого сотрудничества учёных России и других стран в вопросах свободного образования, культурной политики, междисциплинарных научных исследований, особенно по проблемам экологии и устойчивого развития.
В 1989 году был инициатором воссоздания Тверского областного краеведческого общества, был избран сопредседателем и вошёл в состав президиума.
Член комиссии по краеведению и топонимике администрации города Твери, член специальной комиссии по историко-культурному наследию Тверской городской думы, член общественного градостроительного совета при главе города Твери, член комиссии по геральдике при губернаторе Тверской области, член Координационного совета по духовно-нравственному воспитанию граждан в Тверской области, член экспертного совета при Законодательном Собрании Тверской области.
В 1998—2000 годах — советник-консультант по промышленности при губернаторе Тверской области.
Действительный член Русского географического общества, член-корреспондент Российской экологической академии, действительный член национальной Академии туризма, член Российского военно-исторического общества, действительный член Императорского Православного Палестинского Общества, член ученого Совета Всероссийского историко-этнографического музея (город Торжок Тверской области).
Член Совета Некоммерческого партнёрства «Ассоциация Тверских землячеств», член Совета «Золотой книги Твери», член президиума Тверского областного отделения Всероссийского общества охраны памятников истории и культуры, председатель Комиссии по межрегиональному и международному сотрудничеству Общественной палаты Тверской области.
Одним из последних самых крупных проектов Вячеслава Воробьёва стала разработка регионального контента Исторического парка «Россия — Моя история» в г. Твери, который занимает более 30 % всей экспозиции.

## Литературное творчество
Член Союза писателей России, автор нескольких сборников стихов, пародий и других художественных изданий:
- ЛиПа : (лит. пародии) / В. М. Воробьёв. — Тверь : Рус. провинция, 1998. — 92 с.
- ЛиПа 2 : лит. пародии / В. М. Воробьёв. — Тверь : Созвездие, 1999. — 96 с.
- ЛиПа 3 : лит. пародии / В. М. Воробьёв. — Тверь : Созвездие, 2000. — 96 с.
- Ахматова и юмор / Д. В. Куприянов, В. М. Воробьёв; компьютер. набор, вёрстка, ред., корректура В. М. Воробьёв. — Тверь : Созвездие, 2001. — 112 с.
- ЛиПа 4 : лит. пародии / В. М. Воробьёв. — Тверь : Созвездие, 2001. — 96 с.
- ЛиПа 5 : лит. пародии / В. М. Воробьёв. — Тверь : Созвездие, 2001. — 96 с.
- ЛиПа 6 : лит. пародии / В. М. Воробьёв. — Тверь : Созвездие, 2001. — 96 с.
- Слепнёво : акровенок сонетов / В. М. Воробьёв. — Тверь : Созвездие, 2001. — 32 с.
- ЛиПа 7 : лит. пародии, автопародии, эпиграммы, бестолковый словарь, пословицы наизнанку / В. М. Воробьёв. — Тверь : Созвездие, 2002. — 96 с.
- ВОСКлицания: Эпиграммы и посвящения / В. М. Воробьёв. — Тверь [б.и.], 2003. — 36 с.
- Кодекс НКЭ (для служебного пользования при работе с лицами не моложе 18 лет). — [Переизд. — Калинин, 1980.] / В. М. Воробьёв, И. Н. Черных. — Тверь : Славянский мир, 2005. — 60 с.
- Земляки-2007: Посвящения и размышления / В. М. Воробьёв. — Тверь: Славянский мир, 2007. — 159 с.
- Торопчане: Стихи / В. М. Воробьёв; худ. В. Е. Гусева. — Тверь: Славянский мир. 2007. — 80 с.
- ЛиПа: Избр. лит. пародии / В. М. Воробьёв; ил. С. П. Злобин. — тверь: Седьмая буква, 2008. — 302 с.
- Причёсанный Лец: 212 фрашек / В. М. Воробьёв; худ. С. П. Злобин. — Тверь: Седьмая буква, 2009. — 239 с.
- Лавровые венки от юбиляра: Стихотворные посвящения / В. М. Воробьёв. — Тверь: Седьмая буква, 2010. — 76 с.
- Причёсанный Лец: 636 фрашек / В. М. Воробьёв. — Тверь: Седьмая буква, 2011. — 348 с.
- Российские лимерики. Тверские лимерики / В. М. Воробьёв. — Тверь: Седьмая буква, 2016. — 72 с.

В совместном с Алексеем Пьяновым сборнике «ЛиПа» 2009 года опубликовал сто своих лучших пародий.

## Награды и премии
- Нагрудный знак Организации Объединённых Наций «Деяния во благо народов».
- 2001 год — Литературная премия имени М. Е. Салтыкова-Щедрина (за акровенок сонетов «Слепнёво», посвящённый А. А. Ахматовой)[6].
- 2010 год — Почетный работник высшего профессионального образования Российской Федерации.
- 2017 год — Почетный знак Губернатора Тверской области «Крест святого Михаила Тверского».
- 2013 год — Всероссийская литературная премия им. В. Я. Шишкова.
- Большая серебряная медаль Н. С. Гумилёва.
- Памятная медаль «150-летие И. А. Бунина».
- Медаль им. М. А. Шолохова.
- Золотая медаль Андрея Белого.
- Золотая медаль Международного фонда мира «За миротворческую и благотворительную деятельность».
- 2003 год — Юбилейная медаль «300 лет Российскому флоту».
- 2005 год — Медаль «Адмирал флота Советского Союза Н. Г. Кузнецов».
- 2008 год — Грамота Патриарха Московского и всея Руси.
- 2009 год — Почётный гражданин Торопецкого района Тверской области.
- Юбилейная медаль «70 лет Победы над фашистской Германией».
- Медаль «За сохранение культурного и исторического наследия России».
- Орден Преподобного Серафима Саровского Русской Православной Церкви.
- 2017 год — Грамота Министерства обороны Российской Федерации.
- 2019 год — Грамота Министерства обороны Российской Федерации.
- 2021 год — Орден Великого Князя Сергия Александровича Императорского православного Палестинского общества.

## Основные труды
- Происхождение и начальные этапы развития рубящих орудий: автореф. дис. на соиск. учён. степ. канд. ист. наук : 07.00.06 / В. М. Воробьёв. — М. : [б. и.], 1980. — 16 с.
- Древняя история Верхневолжья. — Тверь, 1991.
- Древняя история Верхневолжья. — 2-е изд. — Тверь, 1993.
- Камень. Бронза. Железо: Экспедиция к истокам тверской истории. — Тверь, 1998.
- Географические названия Торопецкого района. — Тверь: Областное книжно-журнальное издательство, 1999. — 127 с. — (Серия «Тверская топонимия»).
- Вода для Твери. Очерк истории развития системы водоснабжения города. — Тверь, 1999. — (Соавтор Л. П. Архипов).
- Православные святыни Тверского Поволжья : каталог / В. М. Воробьёв. — Тверь, 1999. — 16 с.
- Культурно-этнические контакты на континентальных водоразделах / В. М. Воробьёв; отв. ред. И. Н. Победаш ; Гос. акад. слав. культуры ; Фил. Гос. акад. слав. культуры в г. Твери. — Тверь : Славянский мир, 2004. — 342 с.
- Посланник белого царя / В. М. Воробьёв. — Тверь : Славянский мир, 2004. — 52 с.
- Тверской топонимический словарь: Названия населённых мест / В. М. Воробьёв. — М.: Русский путь, 2005. — 472 с. — ISBN 5-85887-178-X.
- По следам преподобного Нила / В. М. Воробьёв. — Старица: [б.и.], 2006. — 39 с.
- Волоковые пути на Главном водоразделе Русской равнины / В. М. Воробьёв; Отв. ред. И. Н. Победаш; Науч. ред. В. Н. Расторгуев. — Тверь: Славянский мир, 2007. — 180 с. — 150 экз.
- Старицкие мореплаватели. Туристские маршруты по Старицкой земле / В. М. Воробьёв. Тверь: Седьмая буква, 2008. — 156 с.
- Тверская слава Российского флота /авт.-сост. В. М. Воробьёв, С. А. Спиридонов. — Тверь: ЗОА НИИ ЦПС, 2008. — 192 с.
- Селения Дмитровской земли: Полный топонимический словарь. / В. М. Воробьёв. — Тверь: Седьмая буква, 2009. — 136 с.
- Тверские имена на морской карте мира: Справочник / В. М. Воробьёв. — Тверь: Седьмая буква, 2009. — 175 с.
- Торопецкая земля в истории и культуре России: Избр. работы / В. М. Воробьёв. Тверь: Седьмая буква, 2009. — 274 с.
- Ахматова на Бежецкой земле / авт.-сост. В. М. Воробьёв. — Тверь: Седьмая буква, 2009.
- 12 тверских математиков: Очерки жизни и творчества / авт.-сост. В. М. Воробьёв. — Тверь: Седьмая буква, 2010. — 204 с.
- Успенские монастыри, храмы, престолы и часовни Тверской епархии: Справочник / авт.-сост. В. М. Воробьёв. — Тверь: Седьмая буква. 2010. — 124 с.
- Тверитяне в войнах с Наполеоном: 40 биографий / В. М. Воробьёв. — Тверь: Седьмая буква, 2012. — 200 с.
- Тверитяне-герои в Прибалтике: Биографические очерки / В. М. Воробьёв. — Тверь: Седьмая буква, 2012. — 60 с.
- Тверитяне-герои в боях под Ленинградом: Биографические очерки / В. М. Воробьёв. — Тверь: Седьмая буква, 2014. — 344 с.
- Тверитяне-герои в освобождении Белоруссии: Биографические очерки / В. М. Воробьёв. — Тверь: Седьмая буква, 2014. — 348 с.
- На весах истории: Биографические очерки / В. М. Воробьёв, И. Г. Воробьёва. —Тверь: Седьмая буква, 2014. — 260 с.
- Страницы судеб героев в Крыму и на Калининском фронте: Биографические очерки / В. М. Воробьёв. — Тверь: Седьмая буква, 2014. — 240 с.
- Герои Советского Союза на Тверской земле: Биографические очерки / В. М. Воробьёв: В 5 т. — Тверь: Седьмая буква, 2015. — Т. I. 544 с.: ил.; — Т. II. 448 с.: ил.; — Т. III. 672 с.: ил.; — Т. IV. 736 с.: ил.; — Т. V. 608 с.
- Завидово / авт.-сост. В. М. Воробьёв. — Тверь, 2016. — 264 с.
- Герои-лётчики в тверском небе: Биографические очерки / В. М. Воробьёв. —Тверь: Альфа-Пресс, 2018. — 768 с.
- Лихославльцы: Биографические очерки / В. М. Воробьёв.— Тверь: Альфа-Пресс, 2018. — 288 с.
- Тверские кавалеры ордена Святого Георгия. Флот / В. М. Воробьёв. — Тверь: Альфа-Пресс, 2019. — 448 с.
- Тверские кавалеры ордена Святого Георгия. Армия / В. М. Воробьёв. — Тверь: Альфа-Пресс, 2019. — 960 с.
- Кавалеры ордена Суворова I и II степени. Тверские страницы судеб / В. М. Воробьёв. — Тверь: Альфа-Пресс, 2019. — 928 с.
- Магия звука и пластики: Биографические очерки / Е. М. Лебедева, В. М. Воробьёв. — Тверь: Альфа-Пресс. 2019. — 224 с.
- Тверские Герои в Военно-Морском Флоте: Биографические очерки / В. М. Воробьёв. — Тверь: Альфа-Пресс, 2019. — 136 с.
- Тверская земля и Смоленщина: перекличка героев: Биографические очерки / В. М. Воробьёв. — Торжок: ВИЭМ. 2020. — 320 с.
- Тверские кавалеры ордена Святого Георгия. Русско-турецкая война 1768—1774 гг. / В. М. Воробьёв. — Тверь: Альфа-Пресс, 2020. — 224 с.
- Тверские звёзды на всесоюзном небосводе: Биографические очерки / В. М. Воробьёв. — Тверь: Альфа-Пресс, 2020. — 352 с.
- Тверская земля и Москва: переплетение судеб: Словарь-справочник / В. М. Воробьёв. — Тверь: Альфа-Пресс, 2020. — 672 с.
- Герои танковых атак: Биографические очерки / В. М. Воробьёв. — Тверь: Альфа-Пресс, 2020. — 352 с.
- Тверитяне в войнах и конфликтах с Японией: Биографические очерки / В. М. Воробьёв, С. А. Спиридонов. — Тверь: Альца-Пресс, 2020. — 372 с.
- На Бойне, Волге и Ируже в годы войны и мира / В. М. Воробьёв, В. Ф. Смирнов. — Тверь: Альфа-Пресс, 2021. — 384 с.
- Тверские Герои «зимней войны»: Биографические очерки / В. М. Воробьёв. — Тверь: Альфа-Пресс, 2021. — 120 с.
- История Тверского края. История Торопецкой земли / В. М. Воробьёв, Т. А. Винокурова. — М.: ООО «Русское слово — учебник», 2023. — 240 с.

- Топонимия Тверского края : метод. указания по курсу «Историческая география феодальной Европы» для студентов историков / сост. : И. Г. Воробьёва, В. М. Воробьёв. — Тверь : Твер. гос. ун-т, 1991. — 32 с.
- История освоения Тверского края в географических названиях: учеб пособие / В. М. Воробьёв, И. Г. Воробьёва. — Тверь : Твер. гос. ун-т, 1992. — 102 с.
- Антропонимия в географических названиях Тверского края : учеб. пособие / В. М. Воробьёв, И. Г. Воробьёва. — Тверь : Твер. гос. ун-т, 1993. — 79 с.
- История Тверского края: Учебное пособие / Под общей редакцией В. М. Воробьёва. — Тверь: Созвездие, 1996.
- Топонимическая система Тверской области : учеб.-метод. материалы для учителей-краеведов / В. М. Воробьёв, И. Г. Воробьёва. — Тверь : ТОИУУ : Чудо, 1997. — 24 с.
- Тверской край в годы Великой Отечественной войны: Кн. для учащихся /авт.-сост. В. М. Воробьёв, И. Н. Победаш. — Тверь: СФК-офис. 2009. — 190 с.: ил.
- Тверская топонимия: Учеб. пособие / В. М. Воробьёв. — Тверь: Седьмая буква. 2009. — 308 с.
- История Тверского края с древнейших времён до конца XVII века: учебное пособие для 6-7 классов общеобразовательных организаций / В. М. Воробьёв. — М.: ООО «Русское слово — учебник», 2020. — 248 с.
- История Тверского края. XVIII — начало XX века: учебное пособие для 8-9 классов общеобразовательных организаций / В. М. Воробьёв, Е. А. Клюева. — М.: ООО «Русское слово — учебник», 2020. — 232 с.
- История Тверского края. Торопецкая земля: учебное пособие для 6-11 классов общеобразовательных организаций / В. М. Воробьёв, Т. А. Винокурова. — М.: ООО «Русское слово — учебник», 2023. — 240 с.

- Неолитическая стоянка Соболево IV / В. М. Воробьёв // Тезисы II региональной археологической студенческой конференции вузов Северо-запада СССР / редкол. : В. Г. Карцов, В. С. Тарасенко. — Калинин : [Калинин. гос. ун-т], 1970. — С. 64—66.
- Рубящие орудия в мезолите Верхневолжья / В. М. Воробьёв // Тезисы III-ей РСАЭК вузов Северо-Запада СССР / отв. за изд. И. Лейнасаре. — Рига : [б. и.], 1971. — С. 9—10.
- Мезолитическая стоянка Староконстантиновская VI // Советская археология. — 1974. — № 4.
- К вопросу о происхождении и начальных этапах развития рубящих орудий / В. М. Воробьёв // Материалы V РСАЭК вузов Северо-Запада и центральных областей СССР / гл. ред. Г. И. Волчок. — Могилёв : [б. и.], 1975. — С. 24—27.
- Работы Калининского отряда / Е. В. Бодунов, В. А. Булкин, В. М. Воробьёв, Ю. М. Лесман, Ю. Н. Урбан // Археологические открытия 1975 года / отв. ред. Б. А. Рыбаков. — М. : Наука, 1976. — С. 55—56.
- Разведка на Верхневолжских озёрах / В. М. Воробьёв // Археологические открытия 1976 года / отв. ред. Б. А. Рыбаков. — М. : Наука, 1977. — С. 45.
- Работы в Калининской области / Л. В. Кольцов, Е. В. Бодунов, В. М. Воробьёв, М. Г. Жилин, А. Д. Максимов, А. В. Мирецкий // Археологические открытия 1977 года / отв. ред. Б. А. Рыбаков. — М. : Наука, 1978. — С. 64—65.
- Историко-археологическая экспедиция Калининского университета / Е. В. Бодунов, В. М. Воробьёв, М. Г. Жилин, А. Д. Максимов, П. Д. Малыгин // Археологические открытия 1978 года / отв. ред. Б. А. Рыбаков. — М. : Наука, 1979. — С. 50.
- Некоторые вопросы изучения мезолитических рубящих орудий / В. М. Воробьёв // Сов. археология. — 1979. — № 3. — С. 35—47.
- О работах в Калининской области / Л. В. Кольцов, В. М. Воробьёв, М. Г. Жилин // Археологические открытия 1978 года / отв. ред. Б. А. Рыбаков. — М. : Наука, 1979. — С. 63.
- Позднемезолитическая стоянка Староконстантиновская III близ Калинина / Е. В. Бодунов, М. Г. Жилин, В. М. Воробьёв // Сов. археология. — 1980. — № 2. — С. 220—226.
- Разведки в Калининской области / Е. В. Бодунов, В. М. Воробьёв, А. Д. Максимов, П. Д. Малыгин // Археологические открытия 1979 года / отв. ред. Б. А. Рыбаков. — М. : Наука, 1980. — С. 46.
- О подготовке материалов к Своду памятников истории и культуры Калининской области в 1981 году : информация / В. М. Воробьёв // Обзор памятников истории и культуры Калининской области : информ. письмо. — Калинин : [б. и.], 1981. — С. 3—7.
- Разведки и раскопки в верховьях Волги / В. М. Воробьёв // Археологические открытия 1980 года / отв. ред. Б. А. Рыбаков. — М. : Наука, 1981. — С. 45—46.
- Мезолитическая стоянка Красново I / Е. В. Бодунов, В. М. Воробьёв, М. Г. Жилин // Археологические исследования в Верхневолжье : сб. науч. тр. / отв. ред. В. Л. Янин. — Калинин : [Калинин. гос. ун-т] , 1983. С. 3—11.
- Работы экспедиции Калининского университета / В. М. Воробьёв // Археологические открытия 1981 года / отв. ред. Б. А. Рыбаков. — М. : Наука, 1983. — С. 50—51.
- Разведки в верховьях Западной Двины / В. М. Воробьёв // Археологические открытия 1982 года / отв. ред. Б. А. Рыбаков. — М. : Наука, 1984. — С. 49.
- Верхневолжские кремнеобрабатывающие мастерские / В. М. Воробьёв, А. В. Мирецкий // Земля Псковская, древняя и социалистическая : крат. тез. докл. к науч.-практ. конф. / ред. О. В. Алексеев. — Псков : [б. и.], 1987. — С. 89—90.
- Результаты работ в Верхнем Поволжье / В. М. Воробьёв // Археологические открытия 1985 года / отв. ред. В. Н. Шилов. — М. : Наука, 1987. — С. 61.
- Земля древней культуры : мнение ученого / В. М. Воробьёв // Полит. агитация. — 1988. — № 23. — С. 26—28.
- Из глубины тысячелетий / В. М. Воробьёв, А. Д. Максимов, И. Н. Черных // Памятники истории и культуры Калининской области. — М. : Моск. рабочий, 1988. — С. 149—169.
- Рубящие орудия иеневской культуры / В. М. Воробьёв // Вопросы археологии и истории Верхнего Поочья : тез. докл. / отв. ред. А. С. Фролов. — Боровск : [б. и.], 1988. — С. 11—13.
- Мезолитические стоянки Волго-Двинского междуречья // Археология и история Псковской земли: Материалы научной конференции. — Псков, 1988.
- Возрождено краеведческое общество / В. М. Воробьёв // Полит. агитация. — 1989. — № 12. — С. 20—23.
- Движение к истокам, или Гимн краеведению / В. М. Воробьёв // Калинин. правда. — 1989. — 18 июня. — Рец. на кн. : Попов А. С. Загадка янтарной реки. М., 1989.
- От истока Янтарной реки : страницы дневника экспедиции «Западная Двина — Даугава» / В. М. Воробьёв // Калинин. правда. — 1989. — 26 окт.
- Национальный вопрос : история и современность : за «круглым столом» редакции учёные-обществоведы / А. Казанский, В. Воробьёв, А. Борисов // Полит. агитация. — 1990. — № 1. — С. 8—12.
- Краеведение и интернациональное воспитание // Идейные убеждения: проблемы формирования в условиях перестройки преподавания общественных наук в вузах. — Минск, 1990.
- Первоначальное заселение Верхнего Подвинья // История, культура, природа Витебской области: Материалы международной научной конференции. — Витебск, 1990.
- Топонимы — археологические индикаторы / В. М. Воробьёв // Земля псковская, древняя и современная : крат. тез. докл. науч.-практ. конф. / ред. Н. А. Кузьменко. — Псков : [б. и.], 1991. — С. 67—69.
- Истоки и рубежи : [размышления участника акции «Возрождение» об ист.-культ. значимости Твер. края] / В. М. Воробьёв // Моск. журн. — 1992. — № 3. — С. 4—7.
- Великий водораздел Восточной Европы : географо-археологический аспект / В. М. Воробьёв // Тверской археологический сборник / редкол. : И. Н. Черных (отв. ред.), В. М. Воробьёв и др. — Тверь : Изд-во Твер. гос. объед. музея, 1994. — C. 1—6.
- Поселение Колобово-14 на оз. Волго / В. М. Воробьёв, А. В. Мирецкий // Проблемы изучения эпохи первобытности и раннего средневековья лесной зоны Восточной Европы / сост. и отв. за вып. А. В. Уткин. — Иваново : [б. и.], 1994. — Вып. 1. — С. 31—38.
- Дух места : [об ист.-геогр. особенностях твер. региона. Изобр. Твер. герба 1722 и 1780 гг.] / В. М. Воробьёв // Территория. — 1995. — № 2. — С. 15—16.
- Жильё с заглавной буквы : [о названиях сёл и деревень Твер. края] / В. Воробьёв // Рус. провинция. — 1995. — № 2. — С. 89—93.
- Тверская слава Российского флота / В. М. Воробьёв // Твер. жизнь. — 1995. — 29 марта. — С. 2.
- Археологические аспекты тверской гидрономии / В. М. Воробьёв // Тверской археологический сборник / отв. ред. И. Н. Черных. — Тверь : [б. и.], 1996. — Вып. 2. — C. 373—378.
- Водные пути в Верхнее Помолжье / В. М. Воробьёв // Бежецкий Верх : сб. ст. по истории Бежец. края. — Тверь : Рус. провинция, 1996. — С. 91—103.
- Волоки в Верхнем Подвинье : (к разработке методики изучения древних путей сообщения) / В. М. Воробьёв // Тверской археологический сборник / отв. ред. И. Н. Черных. — Тверь : [б. и.], 1996. — Вып. 2. — C. 9—14.
- Топонимическая система бассейна реки Уйвеши / В. М. Воробьёв // Гумилёвы и Бежецкий край : по материалам науч.-практ. конф., Бежецк, 8—9 нояб. 1995 / гл. ред. А. И. Чистобаев. — Бежецк : Экопрос, 1996. — С. 97—102.
- О подготовке исторического гнездового словаря русских личных крестильных имён : (к постановке проблемы) / В. М. Воробьёв // Материалы для изучения селений России : докл. и сообщ. 6-й рос. науч.-практ. конф. «Российская деревня : история и современность», Нижний Новгород, нояб. 1997 : в 2 ч. Ч. II : Язык российской деревни. Говоры, лингвофольклористика, ономастика / Сост. и отв. ред. З. В. Зубцова; ред. А. Б. Иванов. — М. : [б. и.], 1997. — С. 93—96.
- Первоначальное заселение Старицкой земли / В. М. Воробьёв // Старица : путь длиною в семь веков. 1297—1997 : науч.-практ. конф., посвящ. 700-летию г. Старицы : докл и сообщ. — Тверь : Твер. обл. кн.-журн. изд-во, 1997. — С. 6—13.
- Программа по курсу «История Тверского края» для основной общеобразовательной школы. — Тверь, 1997. — (Соавторы А. В. Борисов, И. Н. Победаш).
- География культуры Старицкой земли / В. М. Воробьёв // Россия и славянство / сост. и отв. ред. И. К. Кучмаева. — М. : ГАСК, 1998. — С. 75—80. — (Тр. ГАСК. Вып. 1).
- Географические закономерности возникновения городов на Великом водоразделе / В. М. Воробьёв // Малые города России : проблемы истории и возрождения : материалы Междунар. науч.-метод. конф., Переславль-Залесский, 16—17 окт. 1998 / под. ред. А. А. Черемина. — Переславль-Залесский : Изд. центр «Москвоведение», 1998. — С. 189—200.
- Названия озёр бассейна р. Торопы как отражение адаптации древнего населения края к ландшафту // Тверской археологический сборник. — Вып. 3. — Тверь, 1998.
- Почитание редких богородичных икон в Тверской епархии / В. М. Воробьёв // Великое прошлое : тр. науч. конф., посвящ. 750-летию Твер. княжества и 725-летию Твер. епархии, Тверь, 23 дек. 1997 / науч. ред. П. Д. Малыгин. — Тверь : ГЕРС, 1998. — С. 108—110.
- Региональная культурология : визуальное освоение предметного поля / В. М. Воробьёв, В. А. Ершов // Визуальная антропология : гуманитар. симп. «Открытие и сообщаемость культур», Салехард, 24—29 авг. 1998 / отв. ред. и предисл. О. И. Генисаретского. — М., 1998. — С. 76—79.
- Гидронимия Торопецкой писцовой книги 1540/1541 гг. как исторический источник. — Тверь, 1998. — (Соавтор О. Э. Журавкина).
- Географические названия Торопецкого района: Словарь-справочник. — Тверь, 1999.
- Мирские личные именования жителей средневекового Торопца // Экономика, управление, демография городов Европейской России XV—XVIII вв. — Тверь, 1999. — (Соавтор Л. В. Буякова).
- Гидронимия Торопецкой писцовой книги 1540/1541 гг. как исторический источник // Научные чтения, посвящённые 150-летию А. Н. Куропаткина: Доклады и сообщения. — Тверь, 1999. — (Соавтор О. Э. Журавкина).
- Программа факультативного учебного курса «Источники тверской истории» для основной общеобразовательной школы. — Тверь, 2000. — (Соавторы А. В. Борисов, В. И. Лаврёнов, И. Н. Победаш).
- Информационно-методические материалы по тверскому краеведению: Методические рекомендации по реализации регионального учебного курса «Краеведение» в школах Тверской области / Сост. А. Н. Гурьянова, М. В. Полшкова. — Тверь, 2000. — (Соавторы Е. И. Гурьянова, Е. А. Клюева, И. Н. Победаш).
- Культурно-экологический потенциал биостанции «Чистый лес» // Экологическая культура и образование: Статьи и тезисы межвузовского проблемного семинара. — Тверь, 2000. — (Соавтор В. С. Пажетнов).
- Пути расселения из Верхнего Поднепровья в бассейны Западной Двины и Волги в первобытности // Тверской археологический сборник. — Вып. 4. — Тверь, 2001.
- Обозначения профессий и занятий в мирских именах жителей Торопца и Торопецкого уезда в XVI веке // Научные чтения, посвящённые 925-летию Торопца и 160-летнему юбилею М. П. Мусоргского: Доклады и сообщения. — Торопец, 2001. — (Соавтор Л. В. Буякова).
- Древние пути сообщения на водоразделе Западной Двины и Ловати // Научные чтения, посвящённые 925-летию Торопца и 160-летнему юбилею М. П. Мусоргского: Доклады и сообщения. — Торопец, 2001.
- Пути расселения из Верхнего Поднепровья в бассейны Западной Двины и Волги в первобытности // Тверской археологический сборник. — Вып. 4. — Тверь, 2001.
- Некоторые итоги и перспективы изучения археологических памятников Верхнего Подвинья // Тверской археологический сборник. — Вып. 4. — Тверь, 2001.
- Материалы к церковной географии Тверской земли / В. М. Воробьёв // «И свет во тьме светит…» : сб. науч. трудов ВИЭМ, посвящ. 2000-летию рождества Христова. — Торжок : Всерос. ист.-этногр. музей, 2002. — С. 28—37.
- О переименованиях некоторых тверских селений / В. М. Воробьёв // Тверь, Тверская земля и сопредельные территории в эпоху средневековья. — Тверь : Старый город, 2002. — Вып. 4. — С. 408—411.
- Верхнее Подвинье: Опыт словаря селений // Культура и история Тверского края: Труды Филиала ГАСК в. г. Твери. — Выпуск 1. — Тверь, 2002.
- Дороги к храмам : каталог храмов Кесовогорской земли / В. М. Воробьёв // Бородулина Н. Храмы земли Кесовогорской. — Тверь : Студия-С, 2003. — С. 9—58.
- Названия селений на Вышневолоцком водном пути / В. М. Воробьёв // Актуальные проблемы филологии в вузе и школе : Материалы Твер. межвуз. конф. ученых-филол. и шк. учителей, Тверь, 28—29 марта 2003 / отв. ред. Е. А. Тихомирова. — Тверь : Твер. гос. ун-т, 2003. — С. 76—89.
- Топонимия Тверской части «государевой дороги» в середине XIX века / В. М. Воробьёв // «Государева дорога» и её дворцы : материалы межрегион. науч. конф., Тверь, 19—21 нояб. 2002 / общ. подгот. изд.: Гусарова Т. А. ; вступ. ст.: Биберин В. Н. — Тверь : Сивер, 2003. — С. 50—62.
- Великий водораздел и проблема его музеефикации / В. М. Воробьёв, П. Д. Малыгин // Культура Руси — России : материалы науч. чтений, посвящ. 60-летию М. Н. Громова, Тверь, 22—23 февр. 2003 / редкол. : И. Я. Кучмаева (пред.)., ред., корректура, компьютер. вёрстка В. М. Воробьёв. — Тверь : Славянский мир, 2004. — С. 66—70.
- Календарные имена в словаре Н. М. Тупикова / В. М. Воробьёв // Тупиков Н. М. Словарь древнерусских личных собственных имён : текст печатается по изданию «Словарь древнерусских личных собственных имен. Труд Н. М. Тупикова». Репринт. изд. СПб., 1903 / сост., подготовка текста, тексты ст. В. М. Воробьёв. — М. : Рус. путь, 2004. — С. 858—880.
- Экологическая доктрина России и проблемы защиты континентальных водоразделов / В. М. Воробьёв // Колодцы мира. Великий водораздел двух тысячелетий и трех морей / Сост. В. М. Воробьёв и др. общ. ред. и вступ. статья В. Н. Расторгуев — М. : Финансовый контроль, 2004. — С. 107—131.